# Zadrsko otočje
Zadrsko otočje ali Zadrski arhipelag je hrvaško otočje v srednjem Jadranu.  Sestavlja ga približno 300 otokov, ki se razprostirajo v smeri od severozahoda do jugovzhoda, vzporedno z zadrsko obalo. Otočje je dobilo ime po bližnjem mestu Zadar, glavnem mestu Severne Dalmacije in Zadrske županije.

## Lega
Arhipelag leži v Srednjem Jadranu. Na severu meji s Kvarnerićem, na jugu pa z otoki Srednje Dalmacije. Praktično vsi otoki potekajo vzporedno z Zadrsko obalo, od katere jih pri Ugljanu in Pašmanu ločuje Zadrski kanal.

## Otoki
Večji in hkrati poseljeni otoki arhipelaga so Dugi otok, Ugljan, Pašman, Molat, Iž, Sestrunj, Olib in Silba, manjši naseljeni pa so Ist, Sestrunj... Večina manjših otokov (Žut...) je nenaseljenih, zato so tudi težje dostopni.
Skrajna meja arhipelaga poteka v bližini Kornatskega otočja, del katerega lahko prav tako uvrščamo k Zadrskim otokom.